# معضلة الأجسام الثلاثة (مسلسل)
معضلة الأجسام الثلاثة (بالإنجليزية: 3 Body Problem) هو مسلسل خيال علمي مبني على رواية تحمل نفس الاسم للكاتب ليو تسي شين. المسلسل من بطولة إيزا غونزاليس، بيندكت وونغ، تساي تشين، جون برادلي، ليام كنينغهام وجوفان أديبو، عرض المسلسل على منصة نتفليكس في 21 مارس 2024.

## القصة
على مدى عدة عقود وفي قارات مختلفة، يتوصل خمسة أصدقاء أذكياء إلى اكتشافات مزلزلة، في الوقت الذي تتضح فيه القوانين العلمية ويلوح في الأفق خطر يهدد وجود البشرية.

## روابط خارجية
- معضلة الأجسام الثلاثة على موقع IMDb (الإنجليزية)
- معضلة الأجسام الثلاثة على موقع ميتاكريتيك (الإنجليزية)
- معضلة الأجسام الثلاثة على موقع روتن توميتوز (الإنجليزية)
- معضلة الأجسام الثلاثة على موقع نتفليكس (الإنجليزية)
- معضلة الأجسام الثلاثة على موقع كينوبويسك (الروسية)
- معضلة الأجسام الثلاثة على موقع ألو سيني (الفرنسية)
- معضلة الأجسام الثلاثة على موقع قاعدة بيانات الفيلم (الإنجليزية)